# Лапорје (Словенска Бистрица)
Лапорје (словен. Laporje) је насељено место у општини Словенска Бистрица, Подравска регија, Словенија.

## Историја
До територијалне реорганизације у Словенији било је у саставу старе општине Словенска Бистрица.

## Становништво
У попису становништва из 2011. године, Лапорје је имало 398 становника.
| Број становника према пописима | Број становника према пописима | Број становника према пописима |
| ------------------------------ | ------------------------------ | ------------------------------ |
| 1991                           | 2002                           | 2011                           |
| 345                            | 361                            | 398                            |

Напомена: Године 1987. смањен за део насеља који је припојен насељу Хошница, смањен за део насеља који је повезан са засебним деловима насеља: Згорња Брежница, Жабљек и Разгор при Жабљеку у ново самостално насеље Крижни Врх, а умањено за део насеља који је припојен насељу Кочно об Ложници.